# Ismael Blanco
Ismael Alfonso Blanco (Santa Elena, Entre Ríos, Argentina; 19 de enero de 1983) es un exfutbolista argentino que jugaba como delantero.

## Carrera

### Club Atlético Colón
Ismael Blanco comenzó su carrera en Colón de Santa Fe en 2002. Tuvo un buen desempeñó hasta que sufrió una grave lesión de rodilla.

### Club Libertad
Al perder su lugar en el primer equipo, fue cedido a préstamo al Club Libertad de Paraguay, con quien jugó la Copa Libertadores 2005.

### Club Olimpo
Después de su préstamo al Club Libertad regresó a Argentina para jugar para el Olimpo de Bahía Blanca, un equipo que durante la temporada 2006/2007 militó en la Primera B Nacional. Durante su estadía allí anotó 37 goles en 62 partidos. (De los 62 partidos, 38 fueron jugados en la Primera B Nacional y 24 en la Primera División de Argentina). Con Olimpo logró ganar la Primera B Nacional y así el ascenso a la Primera División. En el 2007 se reincorporó a Colón, pero fue cedido al AEK Atenas Fútbol Club de Grecia.

### AEK Atenas
El 10 de agosto del 2007, Blanco se unió al AEK Atenas FC en forma de préstamo por 850 000 euros con una cláusula de salida de 1,5 millones. Ismael Blanco fue considerado como el mejor delantero de la Super Liga de Grecia y tuvo una cláusula de rescisión de 10 millones de euros. Su deseo de mostrar su talento en el fútbol de Europa y la oportunidad de jugar junto a la leyenda brasileña Rivaldo fueron sus principales argumentos para jugar en la liga griega. Jugó su primer partido de Copa de la UEFA contra el Red Bull Salzburgo, el 20 de septiembre del 2007. Luego debutó en la Super Liga de Grecia contra el Atromitos y anotó dos veces por el AEK Atenas FC al ganar por 2-0. El 26 de septiembre de 2007, en un partido contra el Veria, después de un gol del AEK Atenas FC, el "Zorro Blanco" se puso una máscara que sacó de su calcetín y señaló una gran Z en el aire en su celebración del gol. Blanco marco su primer tanto en una competición europea el 13 de febrero de 2007 contra el Getafe a los 94 minutos, en un encuentro que finalizó en empate. Blanco terminó como máximo goleador de la Super Liga 2007-2008 con 20 goles. Sus actuaciones llevaron al AEK Atenas FC a anunciar la activación de la cláusula en su contrato el 28 de abril de 2008. Blanco comenzó su 2.ª temporada con el AEK Atenas FC en gran forma, anotando un gol de penalti contra el Panathinaikos en el año de su primer derbi. Blanco jugó 64 partidos y anotó 45 goles.

### Club Atlético Lanús
El 14 de enero de 2013 se anunció su incorporación a Lanús, haciendo así su regreso al fútbol argentino tras seis años de competir en el exterior. Permaneció un año y medio en el club, siendo una pieza clave del plantel que conquistó la Copa Sudamericana 2013.

### Barcelona Sporting Club

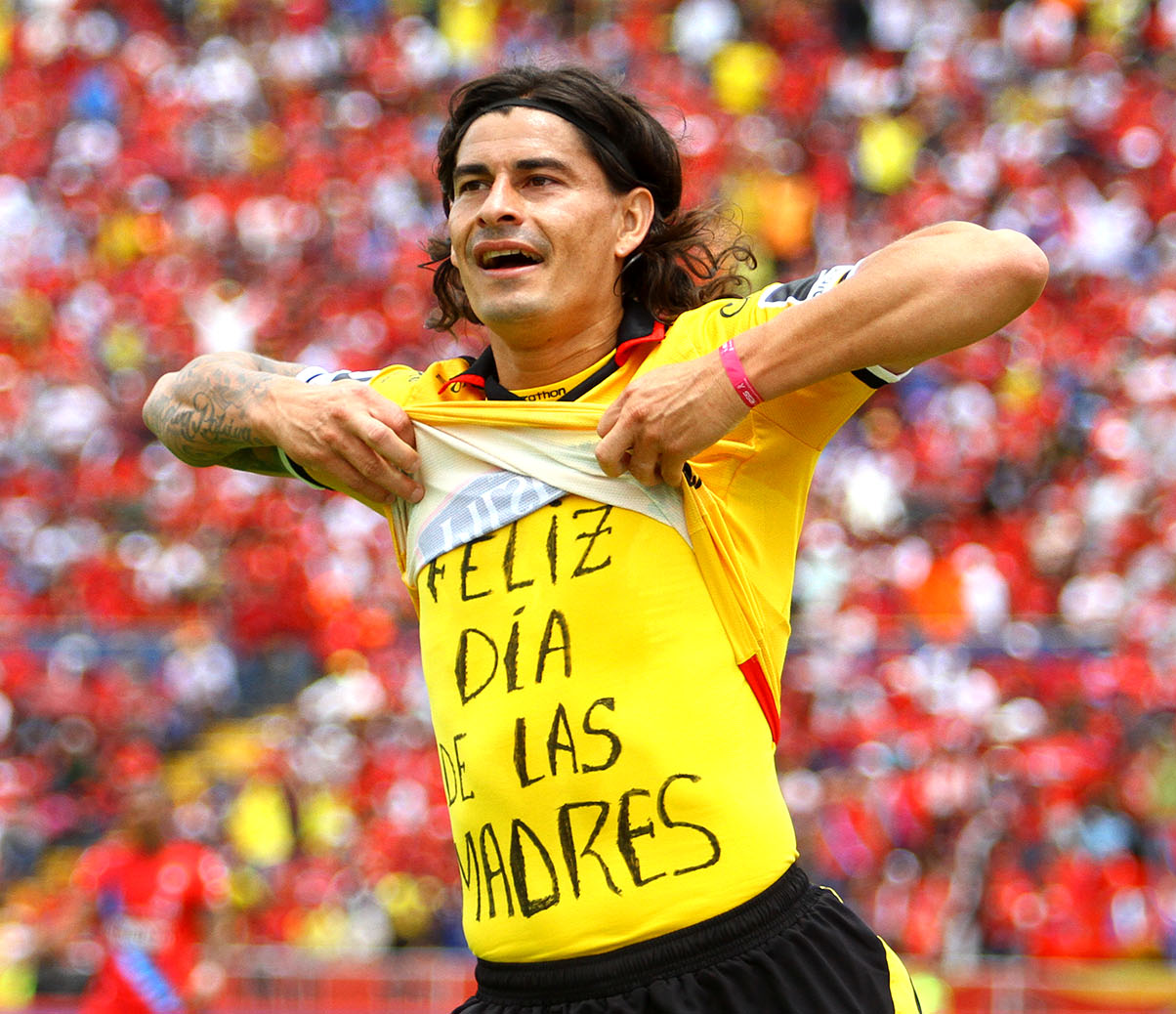
Blanco celebrando uno de sus goles en un partido ante el El Nacional.

Blanco, que llegó a mitad del 2014, convirtió 14 goles en 22 partidos oficiales, 12 tantos en Campeonato Nacional y 2 en Copa Sudamericana 2014, convirtiéndose así en el goleador de esta última campaña.
Fue importante en Barcelona Sporting Club para ganar la segunda etapa del Campeonato Ecuatoriano de Fútbol 2014 y disputar la final con Club Sport Emelec. Fue la mejor contratación de extranjeros de Barcelona SC en el 2014 manteniendo un buen nivel y marcando goles decisivos e incluso ayudando como arquero en un partido polémico contra Independiente del Valle en el cual resultaron expulsados los dos porteros. Realizó buenas intervenciones hasta que Daniel Angulo marcó en el minuto 64.
El 29 de diciembre de 2014 se confirmó su renovación de contrato por 2 años; continuará hasta el 2016. Luego, el 25 de marzo de 2015 por la novena fecha del campeonato ecuatoriano, tras una larga sequía de no marcar, encuentra las redes con dos tantos en la goleada por 6-0 que le proporcionó el Barcelona al Mushuc Runa. El primer gol lo hizo de chilena, marcando el 4-0 y luego a los 90 minutos vino el 6.º gol amarillo y la 2.ª personal luego de un pase en profundidad del ecuatoriano Alex Colón, que le hizo un sombrerito al arquero Luis Fernando Fernández sentenciando la goleada en el Estadio Monumental. El 17 de abril de 2015, en la victoria frente a Universidad Católica de Quito, anotó su sexto gol en la Serie A de Ecuador. Una de sus mejores jornadas en el campeonato tuvo lugar cuando anotó tres goles a Independiente del Valle y le dio una ajustada victoria 3 a 2 a Barcelona en el Estadio Rumiñahui.
En julio de 2015 se le determinó una lesión en la columna vertebral, específicamente una fisura en la última vértebra lumbar y 
luego de dicha lesión el delantero no pudo nunca recuperar el nivel que supo tener en Barcelona y quedó relegado detrás de Jonathan Álvez y Cristian Penilla, jugando pocos partidos y casi sin convertir goles.

### Atlético Tucumán
En agosto de 2017 firma contrato con Atlético Tucumán, disputando la Conmebol Sudamericana 2017, y la Conmebol Libertadores 2018 (donde no jugó ningún partido). A final de temporada dejó de pertenecer al club. En Tucumán jugó 22 partidos y convirtió 42 goles.

### Club Ciudad de Bolívar
En abril de 2022 firmó un contrato con el Club Ciudad de Bolívar, que militaba en el Torneo Federal A.

### Ecuador
En agosto de 2023 volvió a la actividad jugando en el Atlético Saquisilí de la Segunda Categoría de Cotopaxi. Sin embargo al mes siguiente pasó a las filas del Dunamis 04, con el que jugó en la Segunda Categoría de Ecuador.

### Retorno a Argentina
En marzo de 2024 se anunció su incorporación a Unión de Sunchales, para reforzar al equipo que competiría en el Torneo Federal A.
Posteriormente se unió al Camba Cuá de Santa Elena para disputar la Copa Entre Ríos 2024-25.

## Rumor de la selección de Egipto
En 2014 circuló la noticia de que la selección de fútbol de Egipto, a la sazón dirigida por Shawky Gharib, tenía la intención de convocar a Blanco. Aparentemente el interés del equipo africano por el jugador era previo, ya que suponían que Blanco tenía raíces árabes, cosa que finalmente se desmintió.

## Temporadas
- Actualizado al 24 de marzo de 2019.

| Club                        | Temporada           | Liga Nacional | Liga Nacional | Copas Nacionales | Copas Nacionales | Copas Internacionales | Copas Internacionales | Total    | Total |
| Club                        | Temporada           | Partidos      | Goles         | Partidos         | Goles            | Partidos              | Goles                 | Partidos | Goles |
| --------------------------- | ------------------- | ------------- | ------------- | ---------------- | ---------------- | --------------------- | --------------------- | -------- | ----- |
| Colón Argentina             | 2002/03             | 19            | 5             | -                | -                | -                     | -                     | 19       | 5     |
| Colón Argentina             | 2003/04             | 14            | 3             | -                | -                | -                     | -                     | 14       | 3     |
| Colón Argentina             | 2004/05             | 16            | 4             | -                | -                | -                     | -                     | 16       | 4     |
| Colón Argentina             | Total               | 49            | 12            | -                | -                | -                     | -                     | 49       | 12    |
| Libertad Paraguay           | 2004/05             | 15            | 5             | -                | -                | -                     | -                     | 15       | 5     |
| Libertad Paraguay           | Total               | 15            | 5             | -                | -                | -                     | -                     | 15       | 5     |
| Olimpo Argentina            | 2005/06             | 26*           | 5             | -                | -                | -                     | -                     | 26       | 5     |
| Olimpo Argentina            | 2006/07             | 38            | 30            | -                | -                | -                     | -                     | 38       | 30    |
| Olimpo Argentina            | Total               | 64            | 35            | -                | -                | -                     | -                     | 64       | 35    |
| Colón Argentina             | 2007/08             | 1             | 0             | -                | -                | -                     | -                     | 1        | 0     |
| Colón Argentina             | Total               | 1             | 0             | -                | -                | -                     | -                     | 1        | 0     |
| AEK Atenas · Grecia         | 2007/08             | 28            | 19            | 2                | 0                | 7                     | 1                     | 37       | 20    |
| AEK Atenas · Grecia         | 2008/09             | 36            | 14            | -                | -                | 2                     | 1                     | 38       | 15    |
| AEK Atenas · Grecia         | 2009/10             | 34            | 9             | -                | -                | 8                     | 4                     | 42       | 13    |
| AEK Atenas · Grecia         | 2010/11             | 25            | 9             | 7                | 4                | 7                     | 2                     | 39       | 15    |
| AEK Atenas · Grecia         | Total               | 123           | 51            | 9                | 4                | 24                    | 8                     | 156      | 63    |
| San Luis · México           | 2011/12             | 15            | 2             | -                | -                | -                     | -                     | 15       | 2     |
| San Luis · México           | Total               | 15            | 2             | -                | -                | -                     | -                     | 15       | 2     |
| Legia de Varsovia · Polonia | 2011/12             | 6             | 0             | 4                | 2                | -                     | -                     | 10       | 2     |
| Legia de Varsovia · Polonia | Total               | 6             | 0             | 4                | 2                | -                     | -                     | 10       | 2     |
| TSV 1860 Múnich · Alemania  | 2012/13             | 13            | 0             | 2                | 2                | -                     | -                     | 15       | 2     |
| TSV 1860 Múnich · Alemania  | Total               | 13            | 0             | 2                | 2                | -                     | -                     | 15       | 2     |
| Lanús Argentina             | 2012/13             | 16            | 5             | 1                | 0                | -                     | -                     | 17       | 5     |
| Lanús Argentina             | 2013/14             | 26            | 4             | -                | -                | 14                    | 2                     | 40       | 6     |
| Lanús Argentina             | Total               | 42            | 9             | 1                | 0                | 14                    | 2                     | 57       | 11    |
| Barcelona · Ecuador         | 2014                | 20            | 12            | -                | -                | 4                     | 2                     | 24       | 14    |
| Barcelona · Ecuador         | 2015                | 42            | 14            | -                | -                | 6                     | 0                     | 48       | 14    |
| Barcelona · Ecuador         | 2016                | 9             | 1             | -                | -                | 0                     | 0                     | 9        | 1     |
| Barcelona · Ecuador         | Total               | 72            | 27            | -                | -                | 10                    | 2                     | 81       | 29    |
| Colón Argentina             | 2016/17             | 22            | 6             | -                | -                | -                     | -                     | 22       | 6     |
| Colón Argentina             | Total               | 22            | 6             | -                | -                | -                     | -                     | 22       | 6     |
| Atlético Tucumán Argentina  | 2017/18             | 17            | 2             | 3                | 1                | 2                     | 0                     | 22       | 3     |
| Atlético Tucumán Argentina  | Total               | 17            | 2             | 3                | 1                | 2                     | 0                     | 22       | 3     |
| Mitre (SdE) Argentina       | 2018                | 19            | 4             | -                | -                | -                     | -                     | 19       | 4     |
| Mitre (SdE) Argentina       | 2019                | 11            | 3             | -                | -                | -                     | -                     | 11       | 3     |
| Mitre (SdE) Argentina       | Total               | 30            | 7             | -                | -                | -                     | -                     | 30       | 7     |
| AO Egaleo · Grecia          | 2020                | 2             | 0             | -                | -                | -                     | -                     | 2        | 0     |
| AO Egaleo · Grecia          | Total               | 2             | 0             | -                | -                | -                     | -                     | 2        | 0     |
| Total en su carrera         | Total en su carrera | 461           | 151           | 19               | 9                | 50                    | 12                    | 531      | 175   |

(*) Incluye 2 partidos por la promoción.

## Palmarés

### Campeonatos nacionales
| Título                              | Club              | Sede         | Año     |
| ----------------------------------- | ----------------- | ------------ | ------- |
| Campeonato de la Primera B Nacional | Olimpo            | Bahía Blanca | 2006/07 |
| Copa de Grecia                      | AEK Atenas        | Atenas       | 2010/11 |
| Copa de Polonia                     | Legia de Varsovia | Kielce       | 2011/12 |
| Serie A                             | Barcelona         | Ecuador      | 2016    |

### Campeonatos nacionales amistosos
| Título                 | Club      | País    | Año  |
| ---------------------- | --------- | ------- | ---- |
| Copa Banco de Loja     | Barcelona | Ecuador | 2014 |
| Trofeo Hincha Amarillo | Barcelona | Ecuador | 2015 |
| Copa Nelson Muñoz      | Barcelona | Ecuador | 2016 |

### Campeonatos internacionales
| Título            | Club  | Sede  | Año  |
| ----------------- | ----- | ----- | ---- |
| Copa Sudamericana | Lanús | Lanús | 2013 |

### Campeonatos internacionales amistosos
| Título             | Club      | País    | Año  |
| ------------------ | --------- | ------- | ---- |
| Copa EuroAmericana | Barcelona | Ecuador | 2015 |

### Distinciones individuales
| Distinción                                              | Año     |
| ------------------------------------------------------- | ------- |
| Máximo goleador del Torneo Apertura (19 goles)          | 2006    |
| Máximo goleador del Torneo Clausura (11 goles)          | 2007    |
| Máximo goleador de la Super Liga de Grecia (19 goles)   | 2007/08 |
| Máximo goleador de la Super Liga de Grecia (14 goles)   | 2008/09 |
| Incluido en el 11 Ideal del Campeonato Ecuatoriano 2014 | 2014    |